# Charles-Dominique-Joseph Eisen

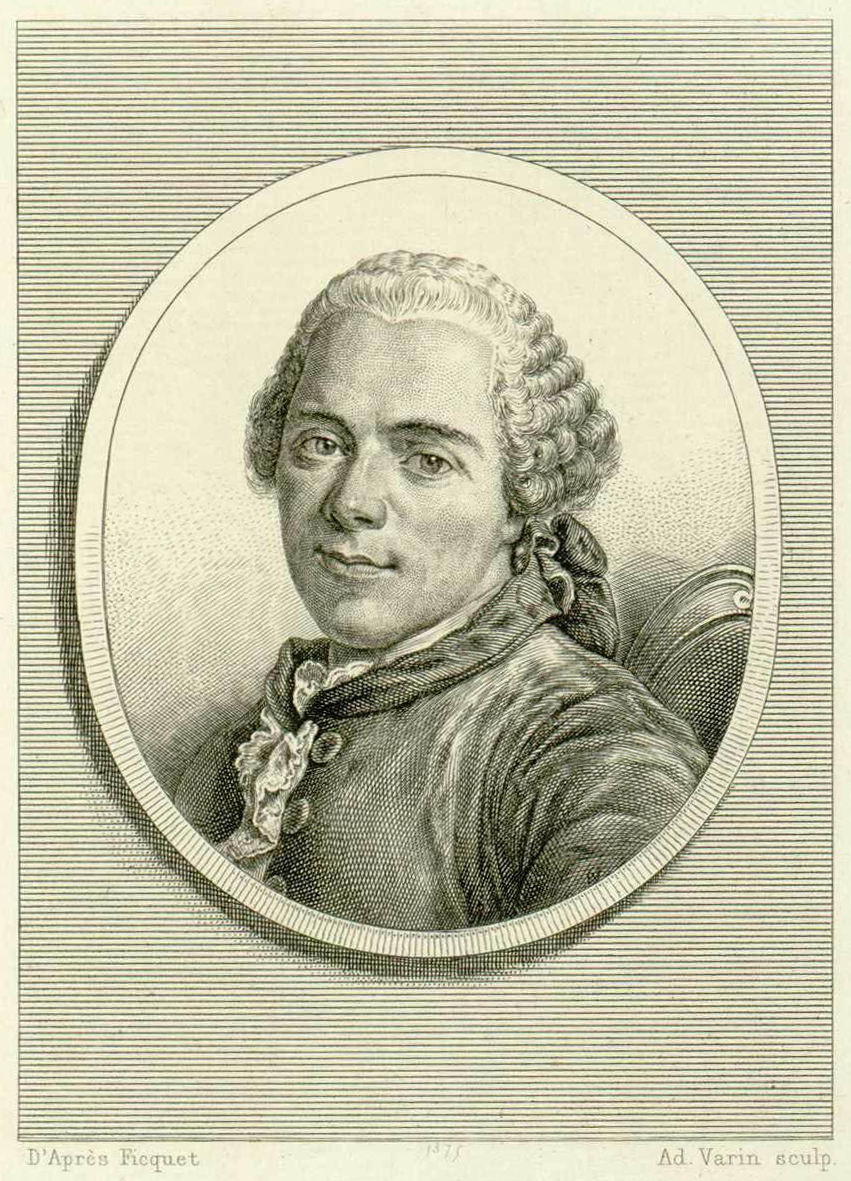
Charles Eisen

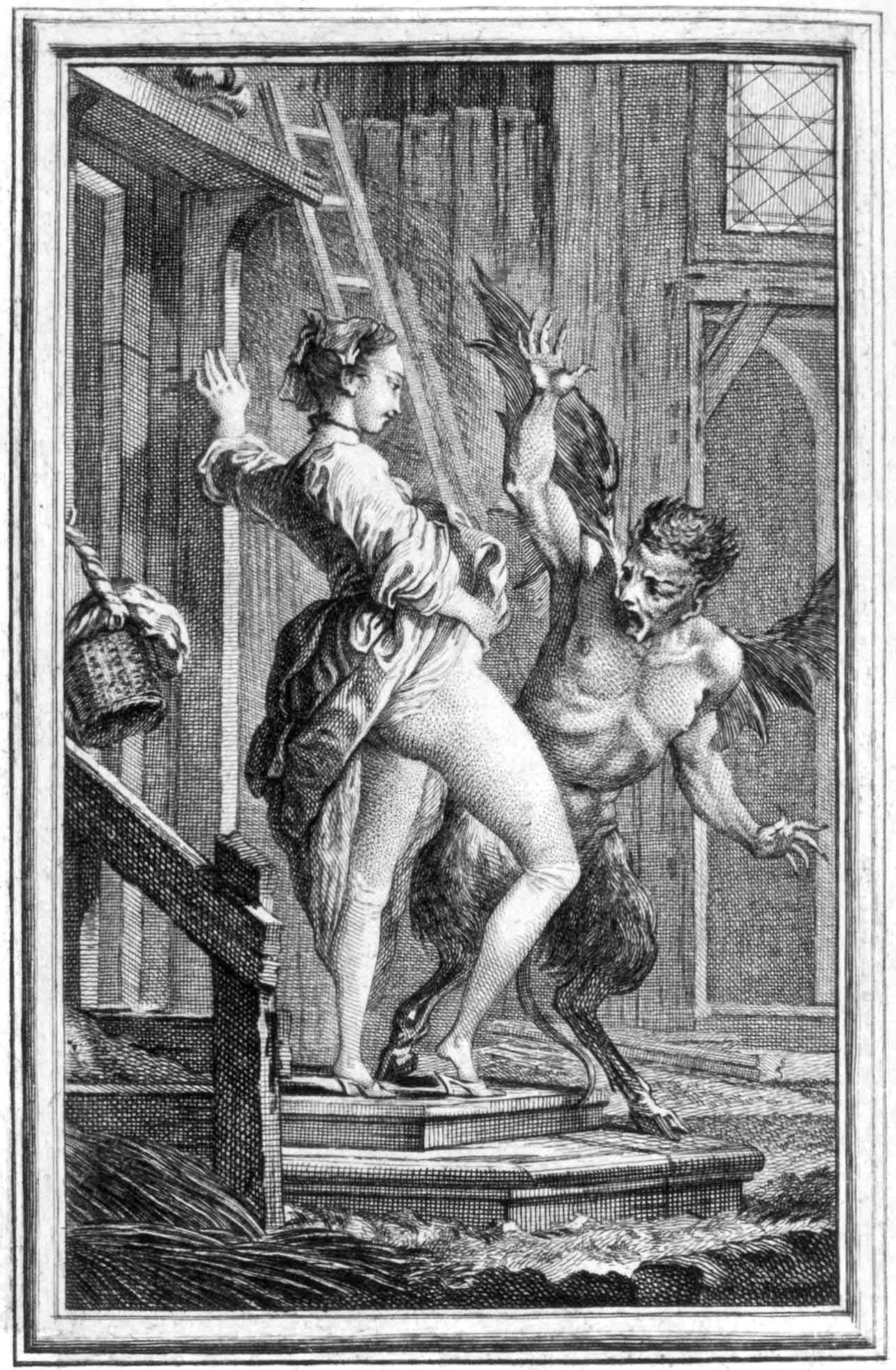
Ilustración para El diablo de Pope-Fig Island, de las Fábulas de La Fontaine.

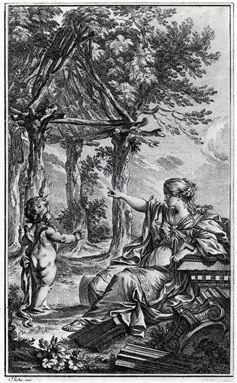
Frontispicio de Essai sur l'Architecture de Marc-Antoine Laugier de 1755, que muestra una imagen alegórica de la choza primitiva de Vitruvio.

Charles-Dominique-Joseph Eisen (17 de agosto de 1720-4 de enero de 1778) fue un pintor y grabador francés.
Hijo y alumno de Frans Eisen, nació en Valenciennes. En 1741 se fue a París y al año siguiente entró en el estudio de Le Bas. Su talento y su brillante ingenio le valieron la admisión a la corte, donde se convirtió en pintor y dibujante del rey y maestro de dibujo a Madame de Pompadour. Luego cayó en desgracia y en 1777 se retiró a Bruselas, donde murió en la pobreza en 1778.
Sus pinturas no carecen de mérito, pero es como un diseñador de ilustraciones y viñetas para libros por lo que es más conocido. Los más notables son los diseños de la edición de Fermiers généraux del Contes of La Fontaine, publicado en Ámsterdam en 1762; las Metamorfosis, 1767-1771; la Henriada de Voltaire, 1770; los Baisers de Dorat, 1770; y las Vies des Peintres hollandais et flamands de Descamps, publicadas en 1751-1763. Grabó algunas planchas de la Virgen, una predicación de San Jerónimo, San Ely, etc. Hay dibujos suyos en los museos de Burdeos, Alençon y Bourg, e incluso en el Nordnorsk Kunstmuseum de Tromsø, Noruega.